# Villeperdrix
Villeperdrix ist ein Ort und eine französische Gemeinde mit 102 Einwohnern (Stand 1. Januar 2022) im Département Drôme in der Region Auvergne-Rhône-Alpes (vor 2016 Rhône-Alpes). Sie gehört zum Arrondissement Nyons und zum Kanton Nyons et Baronnies.

## Lage
Villeperdrix liegt etwa 75 Kilometer südöstlich von Valence im Regionalen Naturpark Baronnies Provençales. Umgeben wird Villeperdrix von den Nachbargemeinden Arnayon im Norden, Cornillon-sur-l’Oule im Osten, Saint-May im Südosten und Süden, Sahune im Süden, Eyroles im Südwesten, Saint-Ferréol-Trente-Pas im Südwesten und Westen sowie Chaudebonne im Westen und Nordwesten.

## Bevölkerungsentwicklung
| Jahr                       | 1962 | 1968 | 1975 | 1982 | 1990 | 1999 | 2006 | 2019 |
| -------------------------- | ---- | ---- | ---- | ---- | ---- | ---- | ---- | ---- |
| Einwohner                  | 106  | 93   | 83   | 81   | 93   | 110  | 106  | 107  |
| Quellen: Cassini und INSEE |      |      |      |      |      |      |      |      |

## Sehenswürdigkeiten
- Kirche Saint-Pierre
- Kirche Notre-Dame-des-Champs im Ortsteil Léoux
- Reste der Ortsbefestigung und der römischen Brücke

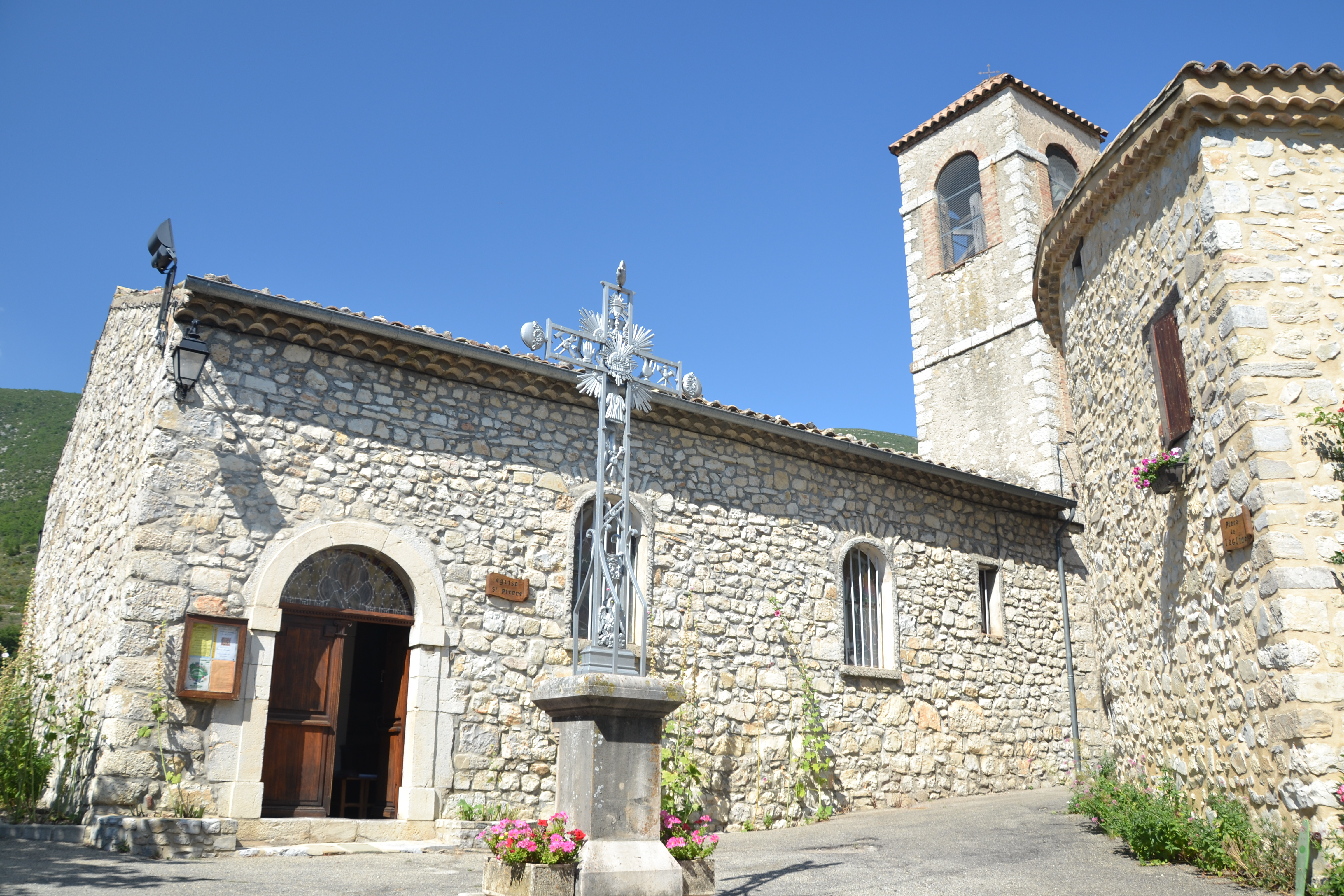
Kirche Saint-Pierre